# 前小屋町
前小屋町（まえごやちょう）は、群馬県太田市にある地名（町丁）。郵便番号は370-0406。

## 概要
尾島地区にある町丁。

## 地理
南部には利根川が流れており、埼玉県と接している。

### 近隣町丁
- 二ツ小屋町
- 堀口町

## 世帯数と人口
2022年（令和4年）3月31日現在の世帯数と人口は以下の通りである。
| 町丁     | 世帯数  | 人口  |
| -------- | ------- | ----- |
| 前小屋町 | 103世帯 | 265人 |

## 交通

### 鉄道
町内に鉄道は通っていない。

## 施設
- 前小屋菅原神社